# Гандини, Марчелло
Марчелло Гандини (итал. Marcello Gandini; 26 августа 1938, Турин — 13 марта 2024, Риволи) — итальянский автомобильный дизайнер.

## Биография
Родился в Турине, в семье состоятельного аристократа. Отец владел фармацевтической компанией, а свободное время посвящал музыке, дирижируя оркестром. Карьеру музыканта пророчили и Марчелло Гандини, но однажды, увидев по дороге из школы на улице американский переднеприводный Cord 810 (один из самых необычных и технически интересных автомобилей своего времени), Марчелло решает, что будет автомобильным дизайнером. После окончания школы занимался настройкой спортивных автомобилей. В начале шестидесятых годов познакомился с Нуччо Бертоне, который позже предложил ему работать конструктором в автомобильном ателье Bertone. В 1980 году он покинул Bertone, чтобы продолжить карьеру в качестве свободного дизайнера. С 1990 года работал лишь по небольшим проектам и давал консультации.
В январе 2024 года Туринский политехнический институт присвоил Гандини почётную степень в области машиностроения.
Умер 13 марта 2024 года в Риволи в возрасте 85 лет.

## Созданные автомобили
Гандини разработал дизайн для многих известных автомобилей, в том числе (неполный список):
| - Alfa Romeo Montreal - Alfa Romeo 90 - Alfa Romeo Carabo (1968) - Audi 50 - BMW 5 Series - Bugatti EB110 - Citroën BX - Cizeta V16T - De Tomaso Pantera 200 - Ferrari Dino 308GT4 - Fiat 132 - Fiat X1/9 - Iso Lele | - Lamborghini Countach - Lamborghini Diablo - Lamborghini Espada - Lamborghini Jarama - Lamborghini Miura - Lamborghini Urraco - Lancia Stratos Zero - Lancia Stratos - Maserati Khamsin - Maserati Quattroporte IV - Maserati Shamal - Renault Magnum - De Tomaso Biguà (Qvale Mangusta) - Perodua Kancil |